# The Remix Album
The Remix Album är den andra och sista albumet av rap/reggae duon Prince Ital Joe och Marky Mark. Albumet släpptes 1995 för Ultraphonic Records och var ett remixalbum med remixade låtar från duons föregående album, Life in the Streets, samt en sololåt med Marky Mark, "No Mercy". Detta skulle innebära den andra och sista albumet av Prince Ital Joe och den fjärde och sista albumet av Marky Mark.
- "United" (Damage Control Mix)- 6:18
- "Rastaman Vibration" (La Bouche Mix)- 5:54
- "Happy People" (Bass Bumpers Remix)- 5:45
- "Babylon" (Fun Factory Remix)- 5:18
- "Life In The Streets" (G-String Mix)- 4:13
- "Babylon" (Loop! Remix)- 6:34
- "United" (The World's Address Mix)- 6:45
- "Happy People" (Damage Control Remix)- 5:55
- "Rastaman Vibration" (House Groove Mix)- 6:00
- "Life In The Streets" (Abbey Road Mix)- 8:38
- "No Mercy"- 5:00